# São Sebastião (Lagos)
São Sebastião (llamada oficialmente Lagos (São Sebastião)) era una freguesia portuguesa del municipio de Lagos, distrito de Faro.

## Historia
Fue suprimida el 28 de enero de 2013, en aplicación de una resolución de la Asamblea de la República portuguesa promulgada el 16 de enero de 2013 al unirse con la freguesia de Santa Maria, formando la nueva freguesia de São Gonçalo de Lagos.